# Gustaf Lindström
För andra betydelser, se Gustaf Lindström (olika betydelser).
Gustaf Johan Lindström, född 27 augusti 1829 i Visby domkyrkoförsamling, Gotlands län, död 16 maj 1901 i Adolf Fredriks församling, Stockholms län, var en svensk paleontolog.
Lindström blev student vid Uppsala universitet 1848, filosofie magister 1854, adjunkt vid Visby högre elementarläroverk 1856 samt professor och intendent vid Naturhistoriska riksmuseets paleontologiska avdelning 1876. Han blev ledamot av Vetenskapsakademien 1878, av Fysiografiska sällskapet i Lund 1882, Vetenskapssocieteten i Uppsala 1889 samt utländska vetenskapliga samfund. En betydlig del av sin omfattande verksamhet ägnade han åt studiet av Gotlands fauna, såväl den nu levande som den utdöda. Den förra behandlade han bland annat i Bidrag till kännedomen om Östersjöns invertebratfauna (1855) och Gotlands nutida mollusker (1865). 
Bland de i den utdöda faunan förekommande djurgrupperna riktade han sin uppmärksamhet först på armfotingarna (Gotlands brachiopoder, 1859) och studerade sedan med förkärlek dess koraller. Dessa undersökningar inskränktes dock ej till Gotlands fossila koraller, utan omfattade denna djurgrupp i dess helhet. Flera viktiga resultat angående korallernas organisation och systematik (såsom operkelbäring, upplösning av gruppen Zoantharia tabulata, rugosernas organisation m.m.) framgick av dessa hans arbeten, bland vilka märks Några iakttagelser öfver Zoantharia rugosa (1865), Om operkularbildningen hos några nutida och siluriska koraller (1870), A Description of the Anthozoa perforata of Gotland (1872), Några anteckningar om Anthozoa tabulala (1873), Om de palæozoiska formationernas operkelbärande koraller (1882), Index to the Generic Names Applied to the Corals of the Palæozoic Formations (1883), On the "Corallia baltica" of Linnæus (1895), Remarks on the Heliolitidæ (1899) m.fl.
Vidare beskrev han Gotlands siluriska gastropoder (1884) och bragte antalet arter upp till 175, då förut endast något över 20 var kända. I Gotlands yngsta silurlager upptäckte han en skorpion (Palæophonus nuncius), det äldsta kända luftandande djur (On a Silurian Scorpion from Gotland, 1885). Förutom dessa och flera andra arbeten, bland vilka kan nämnas Om Gotlands höjning (1852), Om brachiopodslägtet Trimerella (1867), Om jättegrytor bildade av havet vid Hoburg på Gotland (1877), Contributions to the Actinology of the Atlantic Ocean (1878), Anteckningar om silurlagren på Karlsöarne (1882), Silurische Korallen aus Nord-Russland und Sibirien (1882), Ueber Rhizophyllum Gervillei Bayle aus dem Altai (1883), Obersilurische Korallen von Tsau-Tien, The Ascoceratidæ and Lituitidæ of the Upper Silurian Formation of Gotland (1890), On Remains of a Cyathaspis from the Silurian Strata of Gotland (1895), beskrev han även, 1865, de av de svenska Svalbardsexpeditionerna 1858 och 1861 insamlade trias- och jurafossilen.
Genom sin översättning och bearbetning av Charles Lyells "Geologiens grunder" (1857; andra upplagan 1859) bidrog han även kraftigt till utbredandet inom Sverige av kännedom om och intresse för geologin. I egenskap av Nils Peter Angelins efterträdare som intendent vid Naturhistoriska riksmuseet ombesörjde han redigerandet och utgivningen av dennes "Iconographia Crinoideorum" (tillsammans med Sven Lovén) och "Fragmenta silurica", i vilket senare arbete ej oväsentliga delar helt och hållet härrör från honom. Hans sista arbete var Researches on the Visual Organs of the Trilobites (1901). Utanför sin speciella vetenskap författade han Anteckningar om Gotlands medeltid (två delar, 1892, 1895). Han tilldelades Murchisonmedaljen 1895. Gustaf Lindström är begravd i familjegraven på Norra begravningsplatsen utanför Stockholm.